# Bologna Calcio Femminile 1977
Questa voce raccoglie le informazioni riguardanti la Bologna Calcio Femminile nelle competizioni ufficiali della stagione 1977.

## Rosa
Rosa aggiornata all'inizio della stagione.
| N. |                      | Ruolo | Calciatrice        |
| -- | -------------------- | ----- | ------------------ |
|    | Italia (bandiera)    |       | Roberta Ballotta   |
|    | Italia (bandiera)    |       | Elena Boldrini     |
|    | Italia (bandiera)    |       | Ada Cafarri        |
|    | Italia (bandiera)    |       | Emanuela Epiri     |
|    | Italia (bandiera)    |       | Gerolama Greco     |
|    | Danimarca (bandiera) |       | Marianne Kamp      |
|    | Italia (bandiera)    |       | Antonella Malaguti |
|    | Italia (bandiera)    |       | Linda Marzadori    |
|    | Italia (bandiera)    |       | Maria Mastrangelo  |
|    | Italia (bandiera)    |       | Tiziana Matteucci  |
|    | Italia (bandiera)    |       | Mariella Medri     |

| N. |                      | Ruolo | Calciatrice        |
| -- | -------------------- | ----- | ------------------ |
|    | Italia (bandiera)    |       | Marta Mestieri     |
|    | Danimarca (bandiera) |       | Lone Nilsson       |
|    | Italia (bandiera)    |       | Giovanna Nonni     |
|    | Italia (bandiera)    |       | Maria Pia Parrini  |
|    | Italia (bandiera)    |       | Antonella Pelloni  |
|    | Italia (bandiera)    |       | Manuela Pinardi    |
|    | Italia (bandiera)    |       | Liana Sacchetti    |
|    | Italia (bandiera)    |       | Secondina Sacchi   |
|    | Italia (bandiera)    |       | Sandra Pierazzuoli |
|    | Italia (bandiera)    |       | Rossella Romagnoli |